# Filistata maguirei
Espèce
Filistata maguirei est une espèce d'araignées aranéomorphes de la famille des Filistatidae.

## Distribution
Cette espèce est endémique de la province d'Hormozgan en Iran.

## Description
Le mâle holotype mesure 5,5 mm et la femelle paratype 9,5 mm.

## Étymologie
Cette espèce est nommée en l'honneur de Tobey Maguire.

## Publication originale
- Marusik & Zamani, 2015 : Additional new species of Filistatidae (Aranei) from Iran. Arthropoda Selecta, vol. 24, no 4, p. 429-435 (texte intégral).